# Hypseleotris regalis
Hypseleotris regalis (tên tiếng Anh: Prince Regent gudgeon) là một loài cá thuộc họ Cá bống đen. Nó là loài đặc hữu của Úc.